# الیس کرومپتون
الیس کرومپتون (انگلیسی: Ellis Crompton؛ ۱۷ ژوئیه ۱۸۸۶ – ۱۷ مهٔ ۱۹۵۳) بازیکن فوتبال اهل بریتانیا بود.
از باشگاه‌هایی که در آن بازی کرده‌است می‌توان به باشگاه فوتبال بلکبرن روورز، باشگاه فوتبال تاتنهام هاتسپر، بارن‌استپل تاون اف سی، باشگاه فوتبال بریستول راورز، باشگاه فوتبال اکستر سیتی، و باشگاه فوتبال پادیام اشاره کرد.